# Jean-Pierre Monseré
Jean-Pierre Monseré (ur. 8 września 1948 w Roeselare, zm. 15 marca 1971 w Lille) – belgijski kolarz szosowy, torowy i przełajowy dwukrotny medalista szosowych mistrzostw świata.

## Kariera
Pierwszy sukces w karierze Jean-Pierre Monseré osiągnął w 1969 roku, kiedy zdobył srebrny medal w wyścigu ze startu wspólnego amatorów podczas mistrzostw świata w Brnie. W zawodach tych wyprzedził go jedynie Duńczyk Leif Mortensen, a trzecie miejsce zajął kolejny Belg - Gustaaf Van Roosbroeck. Na rozgrywanych rok później mistrzostwach świata w Leicester, już jako zawodowiec, zdobył w tej samej konkurencji złoty medal. Wyprzedził wtedy Mortensena oraz Włocha Felice Gimondiego. Ponadto wygrał między innymi Giro di Lombardia w 1969 roku, Zesdaagse van Vlaanderen-Gent w 1970 roku oraz Vuelta a Andalucía w 1971 roku. W 1968 roku wystartował w wyścigu ze startu wspólnego na igrzyskach olimpijskich w Meksyku, zajmując szóste miejsce. Trzykrotnie zdobywał medale torowych mistrzostw Belgii, na szosie zwyciężając raz - ze startu wspólnego w 1968 roku. Startował także w kolarstwie przełajowym, ale bez większych sukcesów.
Zginął 15 marca 1971 roku w wypadku samochodowym. Podczas wyścigu Grand Prix de Retie na trasę wjechał samochód, który uderzył bezpośrednio w Monseré’a zabijając go na miejscu. W 1976 roku jego siedmioletni syn również zginął w wypadku samochodowym.

## Najważniejsze zwycięstwa
- 1969 - Giro di Lombardia
- 1970 - mistrzostwo świata ze startu wspólnego
- 1971 - Ruta del Sol